# Hotell- och Restauranganställdas arbetslöshetskassa
Hotell- och restauranganställdas arbetslöshetskassa, HRAK, är en arbetslöshetskassa för anställda inom hotell, restauranger, kasinon, kaféer, konditorier, turistanläggningar, spa, bowling, catering och bingoföretag samt andra nöjesföretag i Sverige. 
HRAK bildades den 1 juli 1942. Kassaföreståndare på HRAK är Karin Pettersson. 